# كاتو (ويسكونسن)
كاتو (بالإنجليزية: Cato, Wisconsin)‏ هي بلدة تقع بولاية ويسكونسن في الولايات المتحدة. تبلغ مساحتها 91.6 (كم²)، وترتفع عن سطح البحر 254 م، بلغ عدد سكانها 1616 نسمة في عام 2000 حسب إحصاء مكتب تعداد الولايات المتحدة وتصل الكثافة السكانية فيها 17.8 نسمة/كم2.

## أعلام
- ثورستين فيبلين

## وصلات خارجية
- The US50 - Cities and Towns in Wisconsin State
- Wisconsin Cities and Towns, Facts, Map, Flag, Colleges, Government, and More